# Y Điêng
Y Điêng (sinh năm 1928) là một tác giả và nhà dân tộc học người Ê Đê đến từ huyện Sông Hinh, tỉnh Phú Yên, Việt Nam. Hồi còn trẻ tuổi, ông từng tham gia cuộc kháng chiến chống thực dân Pháp giành độc lập dân tộc và sau đó làm việc cho Đài Tiếng nói Việt Nam vào cuối thập niên 1950. Các tác phẩm dân tộc học của ông như Truyện cổ Ê-đê, ghi lại cuộc sống của người Ê Đê trong thời kỳ kháng chiến chống Pháp và khám phá thêm về xã hội, tín ngưỡng và lối sống của cộng đồng quê hương ông. Sau khi chuyển từ ghi chép văn học dân gian truyền miệng sang viết tác phẩm giả tưởng, những chủ đề này cũng phổ biến trong truyện ngắn và tiểu thuyết của ông. Tiểu thuyết của Y Điêng lần đầu tiên được xuất bản song ngữ bằng cả tiếng Ê Đê và tiếng Việt. Ông đạt giải ba cuộc thi sáng tác văn học trong nước và là người Ê Đê đầu tiên nhận Giải thưởng Nhà nước về Văn học và Nghệ thuật Việt Nam (2007).

## Tác phẩm
- Em chờ bộ đội Awa Hồ (1962)
- Ông già Khơ Rao (1964)
- Như cánh chim Kway (1974)
- Hơ Giang (1978)
- Drai hlinh đi về phía sáng (1985)
- Truyện cổ Ê-đê (1988)
- Chuyện trên bờ sông Hinh (1994)